# Ålands teknologicentrum
Ålands teknologicentrum (ÅTC) är en enhet vid Ålands landskapsregerings näringsavdelning. ÅTC arbetar med att stöda och utveckla innovationer och affärsidéer med fokus på kommersialisering. ÅTC driver företagsinkubatorn "Växthuset". En av ÅTC:s centrala uppgifter är att höja den tekniska kompetensnivån i landskapet.

## Externa lämlar
- Centrumets webbplats